# Nyiragongo
Nyiragongo – czynny wulkan we wschodniej Afryce. Leży w Demokratycznej Republice Konga, blisko granicy z Rwandą i Ugandą. Stanowi część systemu Wielkich Rowów Afrykańskich, jest zaliczany do stratowulkanów.
Wulkan leży na północ od jeziora Kiwu. Wznosi się na wysokość 3470 m n.p.m. Wchodzi w skład łańcucha górskiego Wirunga. We wnętrzu głównego krateru o szerokości 2 km i głębokości 250 metrów znajduje się jezioro lawowe. Jest ono obserwowane co najmniej od 1971 roku. Dość poważna erupcja nastąpiła w 1977 (zginęło 2 tys. osób); w 2002 miasto Goma zostało znacznie uszkodzone w wyniku erupcji. Wybuch w 2002 roku rozpoczął aktywność wulkanu trwającą do 2018 roku. Wulkan należy do bardzo aktywnych, w XX wieku miało miejsce jedenaście eksplozji.
22 maja 2021 roku wulkan wybuchł ponownie. O godzinie 19, gubernator prowincji Kiwu poinformował o erupcji wulkanu, jednakże jeszcze przed oficjalnym komunikatem wiele osób opuściło swoje domy. Strumień lawy kierował się w kierunku oddalonego o 10 kilometrów miasta Goma, gdzie władze rozpoczęły ewakuację mieszkańców. 23 maja rano podano do informacji, że strumienie lawy zaczęły zwalniać i zagrożenie maleje. Miasto w większości zostało ominięte przez lawę, która nie dotarła również do miejscowego międzynarodowego lotniska, pomimo początkowych komunikatów informujących o uszkodzeniach portu lotniczego.